# Адріан Катте
Адріан Катте (нід. Adriaan Katte, 24 червня 1900 — 4 червня 1991) — нідерландський хокеїст на траві.
Срібний призер Олімпійських Ігор 1928 року.